# Shao Dan
Shao Dan (chiń. 邵丹; ur. 1982) – chińska judoczka.
Startowała w Pucharze Świata w 2002. Brązowa medalistka igrzysk azjatyckich w 2002, a także mistrzostw Azji w 2005 roku.